# Friedrich Heinrich von Seckendorff

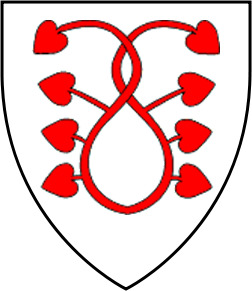
Arma dei Seckendorff

Conte Friedrich Heinrich von Seckendorff (Königsberg, 5 luglio 1673 – Meuselwitz, 23 novembre 1763) è stato un nobile, feldmaresciallo e diplomatico tedesco.

## Biografia
Federico Enrico di Seckendorff proveniva da una nobile famiglia. Studiò a Jena, Lipsia e a Leida diritto e nel 1693 iniziò il suo servizio militare nell'esercito della Sassonia-Gotha e di Ansbach e nel 1697 in quello del imperiale, con il quale combatté sotto il principe Eugenio di Savoia nella quinta guerra austro-turca. Nel 1699 si sposò e rientrò ad Ansbach come ufficiale di corte.
Allo scoppio della guerra di successione spagnola (1701 – 1714) fu richiamato nella forza combattente e guidò come tenente colonnello il reggimento dell'Ansbach, conquistando, al comando dei suoi dragoni 16 bandiere nemiche nella battaglia di Blenheim (13 agosto 1704)
Nominato colonnello, combatté a Ramillies (23 maggio 1706) e a Oudenaarde (11 luglio 1708) e si mise in luce nel corso dell'assedio della città di Lilla. Deluso dalle prospettive di carriera nelle forze imperiali, entrò come maggiore generale nell'esercito di Augusto II di Polonia, combattendo nella guerra di successione spagnola al comando di un reggimento nelle Fiandre. Partecipò così all'assedio di Tournai e alla battaglia di battaglia di Malplaquet (11 novembre 1709).
Quale ministro plenipotenziario del regno polacco, prese parte a L'Aia alle trattative che condussero alla pace di Utrecht (1713).
Come comandante in capo delle truppe sassoni, nel 1715 contribuì alla conquista di Stralsund contro gli svedesi di Carlo XII. Rientrato nell'esercito imperiale, nel 1717 fu nominato luogotenente-feldmaresciallo imperiale.
Sotto il comando supremo di Eugenio di Savoia comandò due reggimenti dell'Ansbach nell'assedio di Belgrado e combatté nel 1719 con successo contro la Spagna in Sicilia (partecipando anche alla battaglia di Francavilla), nel corso della guerra della Quadruplice alleanza (1718 – 1720), costringendo gli spagnoli ad un accordo per evacuare l'isola. Nel 1719 fu elevato al rango di conte dell'impero.
Dal 1726 fu plenipotenziario imperiale alla corte di Berlino ove, legandosi all'influente Federico Guglielmo di Grumbkow, ottenne il favore di Federico Guglielmo I e, sfruttandolo astutamente a favore dell'Austria, condusse in porto il fidanzamento del principe della corona Federico con la principessa Elisabetta Cristina di Brunswick-Wolfenbüttel-Bevern (1715 – 1797), figlia del duca di Brunswick-Lüneburg (1680 – 1735) e di Antonietta Amalia di Brunswick-Wolfenbüttel (1696 – 1762) e ottenne da molte corti tedesche come dalla Danimarca e dai Paesi Bassi il riconoscimento della Prammatica sanzione del 1713.

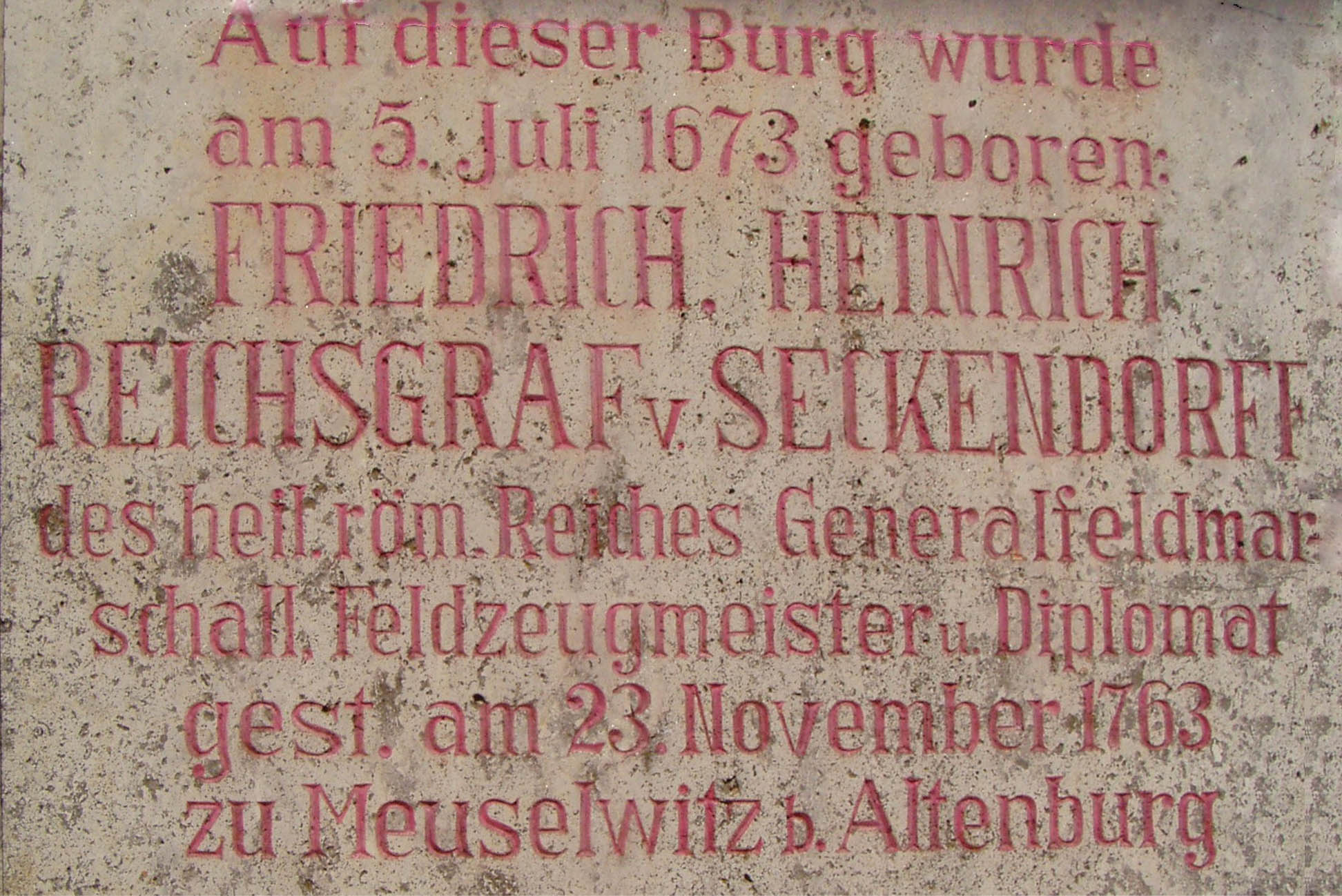
Lapide commemorativa del Feldmarsciallo von Seckendorff nella rocca di Königsberg

Dal 1734 Federico Enrico rientrò nell'esercito imperiale e fu nominato Governatore di Magonza. Nel 1737 l'imperatore Carlo VI gli affidò il comando in capo dell'esercito in Ungheria, conferendogli anche il titolo di feldmaresciallo generale. Partecipò alla guerra di successione polacca come generale di cavalleria al comando di 30.000 uomini tornando sull'Hunsrück e sconfiggendo il 20 ottobre 1735 i francesi presso Klausen. Nella incipiente guerra russo-turca ricevette il comando supremo dell'esercito stanziato presso Belgrado.
Inizialmente le cose gli andarono bene ma dovette presto ritirarsi dietro il fiume Sava a causa della superiorità numerica turca e, su istigazione dei suoi nemici a corte, fu richiamato e imprigionato a Graz. Fatto liberare da Maria Teresa, ma senza il reintegro nella sua carica e gli emolumenti relativi arretrati, lasciò l'Austria ed entrò al servizio dell'esercito della Baviera come feldmaresciallo (1743), in pieno svolgimento della guerra di successione austriaca (1740 – 1748), e dopo varie vicissitudini respinse nel 1744 l'esercito austriaco verso la Boemia. Dopo la morte di Carlo VII promosse la riconciliazione fra Austria e Baviera con la pace di Füssen (22 aprile 1745).
Reintegrato in tutte le sue cariche dall'imperatore Francesco I, si ritirò nei suoi possedimenti di Meuselwitz presso Altenburg finché nel dicembre del 1758 fu fatto arrestare da Federico II di Prussia per il sospetto che intrattenesse una corrispondenza con l'Austria dannosa alla Prussia. Rilasciato dopo circa sei mesi di arresti nella fortezza di Magdeburgo, rientrò a Meuselwitz ove rimase per il resto della sua vita.